# 大韓民国の家族法
大韓民国の家族法（だいかんみんこくのかぞくほう）
家族法は、家族及び親族の共同生活並びに共同生活の基礎となる財産の承継関係を規律する法である。「親族・相続法」という語も用いられる。親族法は、打算的・合理的性格を有する財産法とは異なり、非打算的・非合理的性質を有する。財産法（とりわけ債権法）は、概ね任意法規であるのに対して、親族法は原則として強行法規である。相続法は、一方で財産承継を親族共同体を中心として規律するという面で親族法的性格を有するが、他方で所有権取得の特殊な形態としての財産承継でもあるという点で、財産法的性質を内包している。
大韓民国民法は、第4編「親族」及び第5編「相続」によって、家族法を規律している。
家族法という語が用いられ始めたのは、近代のことである。それまでは、日本の中川善之助の造語である「身分法」という語を用いた。これは、民法第2編「物権」及び第3編「債権」を一括していう「財産法」に対応する意味で用いられてきた語である。しかし、「身分」という言葉が封建社会の社会上の地位を意味するものとしても用いられるため、それ自体に支配服従の原理が内包されているようにも思われたため、これに代わって「家族法」という語が用いられるようになった。